# Art of Fighting (série de jeux vidéo)
Pour les articles homonymes, voir Art of Fighting et AOF.
Art of Fighting (龍虎の拳, Ryūko no Ken) est une série de jeux vidéo de combat développée et éditée par SNK. La série se compose de trois épisodes, sortis respectivement en 1992, 1994 et en 1996,,,.

## Système de jeu
Le gameplay d'Art of Fighting se compose de deux attaques basiques, d'un coup de poing et d'un coup de pied. Un troisième bouton est utilisé pour exécuter un coup de poing ou coup de pied fort à l'aide d'une simple combinaison et peut également servir pour projeter son adversaire. La quatrième fonctionnalité est la provocation, elle permet de réduire la jauge d'esprit de son adversaire. Cette jauge se situe juste en dessous de la barre de vie du personnage, elle est représentée par la couleur verte et indique quand le joueur peut effectuer un coup spécial et son efficacité.
La jauge diminue quand un personnage utilise un coup spécial ou lorsqu'il est provoqué par son adversaire. Elle devient jaune quand elle est à moitié consommée et rouge quand elle est presque vide. Le joueur a la possibilité de recharger la jauge en maintenant enfoncé le bouton du coup de poing ou du coup de pied.
Art of Fighting 2 paru en 1994 reprend le système du premier épisode, sans nouveautés majeures. La vitesse du jeu est améliorée et offre même la possibilité de choisir le niveau de vitesse via les options. Les personnages disposent de nouvelles techniques de combat et les commandes sont légèrement modifiées, la force d'un coup dépend du temps de pression du bouton. La jauge est toujours présente et change de nom pour « Rage Gauge », mais le principe est identique.
Art of Fighting 3: The Path of the Warrior est publié en 1996, le système de jeu est encore amélioré et possède un nouveau système de combo et de nouvelles mécaniques. Les personnages sont dotés de nouveaux coups spéciaux ainsi que de nouvelles furies. L'innovation du troisième épisode est principalement marquée par l'ajout des esquives et d'un nouveau type de projection, en plus des projections traditionnelles.

## Personnages

### Apparus dansArt of Fighting
- Ryo Sakazaki (リョウ・サカザキ?)
- Robert Garcia (ロバート・ガルシア?)
- Ryuhaku Todoh (Ryuhaku Todoh, 藤堂竜白?)
- Jack Turner (ジャック・ターナー?)
- King (キング?)
- Lee Pai Long (李白龍?)
- John Crawley (ジョン・クローリー?)
- Micky Rogers (ミッキー・ロジャース?)
- Mr. Big (ミスター・ビッグ?)
- Takuma Sakazaki (タクマ・サカザキ?)
Combat sous le nom de Mr. Karate (ミスター・カラテ?) dans le premier épisode

### Apparus dansArt of Fighting 2
- Yuri Sakazaki (ユリ・サカザキ?)
Apparait en personnage non jouable dans le premier et le troisième jeu.
- Eiji Kisaragi (如月影二?)
- Temjin (テムジン?)
- Geese Howard (ギース・ハワード?) (de la série Fatal Fury)

### Apparus dansArt of Fighting 3
- Kasumi Todoh (藤堂香澄?)
- Jin Fu-Ha (Jin Fu-Ha, 不破刃?)
- Karman Cole (カーマン・コール?)
- Lenny Creston (レニィ・クレストン?)
- Rody Birts (ロディ・バーツ?)
- Wang Koh-San (王覚山?)
- Sinclair (シンクレア?)
- Wyler (ワイラー?)

## Les jeux de la série
- 1992 - Art of Fighting
- 1994 - Art of Fighting 2
- 1996 - Art of Fighting 3: The Path of the Warrior
- 2007 - Art of Fighting Anthology

## L'anime basé sur la série
- Il existe aussi un OAV de 45 min sorti en 1993. Son titre original est Battle Spirits: Ryoko no ken[11]. Cet OAV change plus ou moins l'apparence physique des personnages et en supprime quelqu'un du premier jeu, notamment Takuma alias Mr. Karaté alors qu'il fait office de boss final dans ce jeu. On peut aussi noter qu'aucun personnage dans ce film n'utilise de coups spéciaux.